# Roman Szczęsny
Roman Szczęsny (ur. 17 października 1929 w Kuryłówce, zm. 28 grudnia 2000 w Warszawie) – prof. dr hab. polski geograf, czołowy przedstawiciel
polskiej szkoły geografii rolnictwa.

## Życiorys
26 czerwca 1949 ukończył Liceum Ogólnokształcące im. Bolesława Chrobrego w Leżajsku. W latach 1949–1952 studiował geografię na Uniwersytecie Jagiellońskim, a w latach 1952–1954 kontynuował na Uniwersytecie Warszawskim. Studia zakończył 8 lutego 1954 obroną pracy magisterskiej pt. Ludność Afryki w latach 1850–1950, wykonanej pod kierunkiem profesora Stanisława Leszczyckiego, uzyskując stopień magistra w zakresie geografii ekonomicznej. Będąc wyróżniającym się studentem już w październiku 1953 rozpoczął pracę w nowo utworzonym Instytucie Geografii PAN, gdzie w latach 1959–1962 odbył studia doktoranckie w zakresie geografii rolnictwa, pod kierunkiem profesora Jerzego Kostrowickiego, które zakończył pracą doktorską pt. Kierunki produkcji rolnej w Polsce w latach 1938–1958 i 29 czerwca 1963 uzyskał stopień doktora nauk przyrodniczych. Przedstawiając pracę pt. Przemiany struktury przestrzennej rolnictwa Polski w latach 1970–1980. Przestrzenne zróżnicowanie typów rolnictwa i po odbyciu kolokwium habilitacyjnego w dniu 30 maja 1988 uzyskał stopień doktora habilitowanego nauk przyrodniczych w zakresie geografii ekonomicznej, nadany - tak jak poprzedni, przez Radę Naukową Instytutu Geografii i Przestrzennego Zagospodarowania PAN. W 1993 uzyskał tytuł naukowy profesora nadany przez Prezydenta Rzeczypospolitej Polskiej.
Spośród 236 opublikowanych prac naukowych 20 to wydawnictwa książkowe. W latach 1991–2000 redaktor naczelny Prac Geograficznych. W uznaniu zasług dla rozwoju uprawianej dyscypliny naukowej jest wielokrotnie nagradzany: nagrody Sekretarza Naukowego PAN, Medalem XXV-lecia Polskiej Akademii Nauk (w 1984) i Dyplomem z okazji 45-lecia Instytutu Geografii PAN (w 1998), a za rozwój kontaktów i współpracy naukowej w kraju i za granicą otrzymał: Członkostwo Honorowe Fińskiego Towarzystwa Geograficznego (w 1992), Dyplom Instytutu Geografii Rumuńskiej Akademii Nauk (1994), Złotą Odznakę Polskiego Towarzystwa Geograficznego (1994) i Medal Uniwersytetu w Helsinkach (1998).